# Карло Акутіс
Карло Акутіс (італ. Carlo Acutis; 3 травня 1991, Лондон — 12 жовтня 2006, Монца) — італійський підліток, активний користувач інтернету, блаженний католицької церкви, створив каталог Євхаристійних чудес. ЗМІ називають його «апостолом» або «покровителем інтернету». Перший представник покоління «мілленіалів», зарахований до лику Блаженних РКЦ.

## Життєпис
Карло Акутіс народився в родині італійців 3 травня 1991 року в Лондоні, куди його батьки Андреа та Антонія виїхали з Мілану в пошуках праці. Бабуся Карло по батьківській лінії була полькою.
У сім років приступив до Першої Сповіді та Причастя. Для цього здав іспит архиєпископу Паскуале Маккі, колишньому секретарю Папи Павла VI.
Коли сім'я повернулася до Мілану, в 12-річному віці він розпочав практику щоденної участі в Євхаристії та щотижневої сповіді. Не маючи спеціальної освіти, створював сайти та програми про євхаристійні чуда та католицьких святих. Брав участь у створенні сторінки http://www.miracolieucaristici.org/ Карло називав Євхаристію «автострадою до Неба».
Закінчив Міланську середню школу імені папи Лева XIII з класичним профілем. Девізом Карло було: «Всі народжуються як оригінали, але багато хто помирає як фотокопія».
Його віра мала дві особливі чесноти — любов до Євхаристії, яку Карло приймав щодня та до бідних, яким завжди старався допомагати, працював волонтером у їдальні для нуждених, яку утримували брати-францисканці. Також мав особливо шанобливе ставлення до Діви Марії, св. Франциска та Івана Павла II. Водночас був звичайним підлітком — товариським, грав на саксофоні, брав участь у молодіжному ораторії.
За два місяці до смерті він дізнався, що хворий на лейкемію. Його хвороба мала гострий перебіг і розвивалася дуже швидко. Карло Акутіс помер 12 жовтня 2006 року. Перед смертю сказав, що жертвує всі свої страждання за папу і за церкву. Похований в Ассізі. На похорон прийшли не тільки християни, але й буддисти, індуїсти, мусульмани.

## Беатифікація
Процес беатифікації розпочався в Міланській архідієцезії в 2013 році. 5 липня 2018 року папа Франциск видав декрет про героїчність його чеснот, а 21 лютого 2020 року затвердив чудо за його заступництвом — зцілення дитини в Бразилії, відкривши цим шлях до беатифікації. 1 жовтня його могила була відкрита в Ассізі.
Беатифікаційні урочистості відбулися 10 жовтня 2020 року в Ассізі. На беатифікації були присутні батьки Карла і його молодші брат і сестра, які народилися через чотири роки після його смерті. Перед тим матері Карло, Антонії, лікарі проголосили неможливість мати дітей, тому їхнє народження вона вважає результатом заступництва по молитвам до свого сина.
У 2023 році має вийти повнометражний фільм, присвячений історії життя Карло Акутіса, також створена комп'ютерна гра «Acutis Game»

## Процес канонізації
23 травня 2024 року папа Франциск затвердив до проголошення декрет, яким визнав чудо за посередництвом блаженного Карла Акутіса, чим відкрив шлях до канонізації і проголошення його святим. Про дату канонізації блаженного буде оголошено на консисторії.